# John Moffat (physicien)
Ne doit pas être confondu avec John Moffatt.
John Moffat (né le 12 octobre 1932, à Copenhague, Danemark) est professeur émérite en physique à l'Université de Toronto (Ontario, Canada). Il est également professeur adjoint en physique à l'Université de Waterloo (en Ontario également), et membre affilié résident du Perimeter Institute for Theoretical Physics à Waterloo également.
Moffat est surtout connu pour ses travaux sur la gravité et la cosmologie, culminant avec sa théorie gravitationnelle asymétrique et sa gravité scalaire-tenseur-vecteur (STVG, désormais appelée MOG pour MOdified Gravity, en français gravité modifiée), travaux qui ont été résumés dans son ouvrage Réinventer la gravité. Sa théorie explique les courbes de rotation des galaxies sans recourir à la matière noire. Il propose une approche des problèmes de cosmologie par la vitesse variable de la lumière, qui postule que le rapport entre la constante gravitationnelle G et la vitesse de la lumière c demeure constant au cours du temps alors que G et c, séparément, ne l'ont pas été. De plus, la vitesse de la lumière peut avoir été bien supérieure lors des premiers instants du Big Bang. Ses travaux sur les modèles cosmologiques inhomogènes prétendent expliquer certains effets anormaux des données du fond diffus cosmologique, et également de rendre compte de l'accélération de l'expansion de l'Univers.
Moffat a proposé une variante non-locale de la théorie quantique des champs, qui est finie à tous les ordres et rend donc inutile la renormalisation. Elle génère également de la masse sans recourir à un quelconque mécanisme de Higgs.

## Un début de carrière inhabituel
Moffat a commencé sa vie adulte dans la pauvreté. Artiste à Paris, il finit par abandonner et retourna à Copenhague, où il commença à s'intéresser à l'Univers. Il apprit  seul les mathématiques et la physique. Il effectua des progrès tellement rapides qu'au terme d'une année, il commençait à aborder des problèmes en relation avec la relativité générale et la théorie des champs unifiés.
« Vers mes 20 ans, j'ai écrit une lettre à Albert Einstein lui disant que je travaillais sur l'une de ses théories. En 1953, Einstein m'a répondu depuis Princeton (New Jersey, États-Unis), mais c'était écrit en allemand. Aussitôt je dévalai chez mon coiffeur (à Copenhague) pour lui demander de me la traduire. Au cours de cet été et de cet automne, nous avons échangé une demi-douzaine de lettres. La presse locale s'intéressa à cette histoire qui vint aux oreilles des physiciens Niels Bohr et autres. Tout à coup, les portes d'occasions multiples s'ouvrirent en grand devant moi. »
En 1958, il devint le seul étudiant du Trinity College de l'Université de Cambridge à obtenir un doctorat sans détenir un diplôme du premier cycle (il avait été supervisé par Fred Hoyle et Abdus Salam).
Pendant une carrière qui s'est étendue sur 50 années, Moffat a travaillé sur un grand nombre de sujets en physique théorique. Cela comprend la physique des particules, la théorie quantique des champs, la gravité quantique et la cosmologie.

## Vitesse de la lumière variable
Dans les années 1990, Moffat proposa une théorie radicalement alternative : juste après le Big Bang, la vitesse de la lumière aurait été jusqu'à {\displaystyle 10^{30}}fois plus rapide que sa valeur actuelle. Il publia un article sur la théorie de la vitesse variable de la lumière au début des années 1990, mais son travail fut pour l'essentiel ignoré. Quelques années après, João Magueijo, à l'Imperial College de Londres, et son collaborateur, Andrew Albrecht de l'Université de Californie à Davis, publièrent un article à l'idée similaire. Leur article fut retenu par la revue  Physical Review D plus prestigieuse, qui avait refusé l'article de Moffat quelques années avant. Lorsque Moffat apprit cela, il contacta Magueijo qui, une fois réalisé ce qui s'était passé, crédita rapidement Moffat de son antériorité. En fait, Moffat et Magueijo devinrent amis, et Magueijo consacra même un chapitre entier à Moffat dans son livre paru en 2002 Faster Than the Speed of Light (traduit en français sous le titre Plus vite que la lumière). Les travaux de Moffat ont depuis été cités beaucoup plus fréquemment dans les journaux scientifiques. Récemment, Moffat et Magueijo ont publié un article commun sur ce sujet.

## Théorie de la gravitation modifiée
Dans la continuité des travaux d'Einstein de recherche d'une théorie des champs unifiée, Moffat proposa une théorie gravitationnelle asymétrique qui, comme la théorie des champs unifiée d'Einstein, incorporait un champ symétrique (la gravité) et un champ anti-symétrique. À la différence d'Einstein, cependant, Moffat ne tenta pas d'identifier ce dernier à l'électromagnétisme, proposant plutôt que la composante asymétrique serait une manifestation alternative de la gravité. À mesure de l'avancée des investigations, la théorie évolua de différentes façons ; la plus notoire fut que Moffat postula que le champ anti-symétrique peut être massif.
La version actuelle de cette théorie de la gravité modifiée (MOG), qui ressortit de cette recherche, modifie la gravité d'Einstein avec l'addition d'un champ vecteur, tout en promouvant également les constantes de la théorie à des champs scalaires. Les effets combinés de ces champs modifient la force de la gravité à de grandes distances lorsque de fortes masses sont concernées, et elles rendent compte avec succès d'un grand nombre d'observations astronomiques et cosmologiques. La théorie résultante décrit bien, et sans recourir à la matière noire, la courbe des rotations des galaxies, et le profil de masse des rayons X des amas de galaxies

## Théorie du champ quantique non local
En 1990, Moffat proposa une théorie quantique des champs finis, non-locale. La théorie fut développée plus avant par Evens, Moffat, Kleppe et Woodard en 1991. Lors de travaux ultérieurs, Moffat proposa cette théorie comme alternative à l'unification électrofaible standard de l'électromagnétisme et aux interactions nucléaires faibles. La théorie de Moffat est une théorie quantique des champs avec un terme non-local dans le champ Lagrangien. Malgré le terme non-local, la théorie ne viole pas la causalité. La théorie est finie à tous les ordres, n'exigeant pas de renormalisation, et elle fournit un mécanisme qui donne de la masse aux particules élémentaires sans nécessiter de postuler le boson de Higgs. Le Large Hadron Collider peut confirmer ou infirmer les prédictions de cette théorie.

## Publications

### Ouvrages
- Reinventing Gravity  (Réinventer la gravité), Harper-Collins, 2008, 288 p. (ISBN 978-0-06-117088-1)

### Sélection d'articles
- (1990) "Finite nonlocal gauge field theory (Théorie du champ de jauge non-local fini," Phys. Rev. D 41: 1177-1184.
- (1993) "Superluminary Universe: A Possible Solution to the Initial Value Problem in Cosmology (Univers superluminique : une solution possible au problème de la valeur initiale en cosmologie," Int. Jour. Mod. Phys. D2: 351-366.
- (1995) "Nonsymmetric Gravitational Theory (Théorie gravitationnelle asymétrique)," Phys. Lett. B 355: 447-452.
- (2006) "Scalar-Tensor-Vector Gravity Theory (Théorie de la gravité scalaire-tenseur-vecteur)" JCAP 0603: 004.